# Ľudovít Žitňár
Ľudovít Žitňár (22. března 1953 Drienovec – 22. března 2021 Košice), často uváděný jako Žitnár, byl slovenský fotbalový útočník.

## Fotbalová kariéra
Začínal Moldavě nad Bodvou, v československé lize hrál za Lokomotívu Košice a Duklu Banská Bystrica. Nastoupil v 79 ligových utkáních a dal 16 gólů. Po odchodu z Lokomotívy hrál za VSŽ Košice. V roce 1977 vyhrál s Lokomotívou Československý pohár. Na podzim 1977 nastoupil ve všech čtyřech zápasech Lokomotívy v Poháru vítězů pohárů.

## Ligová bilance
| Ročník                                        | Zápasy | Góly | Klub                  |
| --------------------------------------------- | ------ | ---- | --------------------- |
| 1. československá fotbalová liga 1975/1976    | 5      | 0    | Lokomotíva Košice     |
| 1. československá fotbalová liga 1976/1977    | 28     | 6    | Lokomotíva Košice     |
| 1. československá fotbalová liga 1977/1978    | 29     | 3    | Lokomotíva Košice     |
| 1. československá fotbalová liga 1978/1979    | 14     | 7    | Dukla Banská Bystrica |
| 1. československá fotbalová liga 1979/1980    | 2      | 0    | Lokomotíva Košice     |
| 1. československá fotbalová liga 1980/1981    | 1      | 0    | Lokomotíva Košice     |
| 1. slovenská národní fotbalová liga 1981/1982 | 26     | 2    | VSŽ Košice            |
| 1. slovenská národní fotbalová liga 1982/1983 | 28     | 2    | VSŽ Košice            |
| CELKEM                                        | 79     | 16   |                       |